# Ameerega planipaleae
La rana venenosa de Oxapampa (Ameerega planipaleae; anteriormente Epipedobates planipaleae) es una especie de rana de la familia de los Dendrobátidos en Perú, reportada cerca de Oxapampa, en la región Pasco. Su hábitat natural es la selva montano tropical. Es una especie muy rara amenazadas por la pérdida de hábitat.